# فهرست فرمول‌های مقدماتی فیزیک
قانون اول نیتون

## پیشوندهایِ سامانه‌یِ متریک
الگو:پیشوندها SI

## قوانینِ پایه‌ایِ مکانیک با عباسیان و ممد رضا
معادله‌های مکانیکیِ پایه برایِ هر دو حالتِ حرکتِ انتقالی و حرکتِ دورانی.
به هر نیرویِ پایستار، یک انرژیِ پتانسیل منسوب می‌کنیم. برایِ آن‌که خودِ انرژیِ پتانسیل (و نه تغییرِ آن) را به شکلی مستقل به دست آوریم از قاعده‌یِ زیر استفاده می‌کنیم:
هر کجا که نیرو صفر است، انرژیِ پتانسیل را هم صفر در نظر می‌گیریم. این نقطه را مبدا گرفته و انرژیِ پتانسیلِ سایرِ نقطه‌ها را نسبت به آن به دست می‌آوریم.

## شتاب ثابت
معادله‌هایِ حرکت در هر دو حالتِ انتقال و دوران، برای حالتی که شتاب ثابت است:
| کمیت          | انتقال                                            | دوران                                                       |
| ------------- | ------------------------------------------------- | ----------------------------------------------------------- |
| جابه‌جایی      | {\displaystyle \Delta v=at}                       | {\displaystyle \Delta \omega =\alpha t}                     |
| مستقل از زمان | {\displaystyle \Delta v^{2}-v_{0}^{2}=2a\Delta x} | {\displaystyle \Delta \omega ^{2}=2\alpha \Delta \theta }   |
| شتاب          | {\displaystyle \Delta x=t\Delta v/2}              | {\displaystyle \Delta \theta =t\Delta \omega /2}            |
| سرعت نهایی    | {\displaystyle \Delta x=-at^{2}/2+v_{2}t}         | {\displaystyle \Delta \theta =-\alpha t^{2}/2+\omega _{2}t} |
| سرعتِ اولیه    | {\displaystyle \Delta x=+at^{2}/2+v_{1}t}         | {\displaystyle \Delta \theta =+\alpha t^{2}/2+\omega _{1}t} |